# Blang Muko
Blang Muko is een bestuurslaag in het regentschap Nagan Raya van de provincie Atjeh, Indonesië. Blang Muko telt 945 inwoners (volkstelling 2010).